# Naques-nhapemãs
Os naques-nhapemãs foram um grupo indígena, atualmente considerado extinto, que vivia no Brasil.